# Acacia bambolah
Acacia bambolah é uma espécie de leguminosa do gênero Acacia, pertencente à família Fabaceae.